# Campeonato Brasileiro de Futebol Feminino Sub-16
Die Campeonato Brasileiro de Futebol Feminino Sub-16 (port. für Brasilianische U16-Fußballmeisterschaft der Frauen) ist die vom nationalen Fußballverband Brasiliens CBF seit 2019 ausgetragene nationale Fußballmeisterschaft der Frauen für U16-Nachwuchskader.

## Meister nach Saison
| Saison | Meister                 | Vizemeister      | Dritter      | Vierter           | Teilnehmer |       |
| ------ | ----------------------- | ---------------- | ------------ | ----------------- | ---------- | ----- |
| 2019   | São Paulo FC            | Santos FC        | Ferroviária  | EC Vitória        | 12         | [ 1 ] |
| 2020   | SC Internacional        | Real Brasília FC | São Paulo FC | Santos FC         | 12         | [ 2 ] |
| 2021   | SC Corinthians Paulista | SC Internacional | São Paulo FC | Minas Brasília TC | 12         | [ 3 ] |

## Torschützenköniginnen
| Saison | Spielerin | Verein           | Tore |
| ------ | --------- | ---------------- | ---- |
| 2019   | Raissa    | EC Vitória       | 6    |
| 2020   | Nathália  | Real Brasília FC | 6    |
| 2021   | Isa Viana | Santos FC        | 6    |